# Minnesota Timberwolves 1995-1996
La stagione 1995-96 dei Minnesota Timberwolves fu la 7ª nella NBA per la franchigia.
I Minnesota Timberwolves arrivarono quinti nella Midwest Division della Western Conference con un record di 26-56, non qualificandosi per i play-off.

## Roster
| N° | Naz.                   | Ruolo | Sportivo           | Anno | Alt. | Peso |
| -- | ---------------------- | ----- | ------------------ | ---- | ---- | ---- |
| 3  | Stati Uniti (bandiera) | G     | Charles E. Smith   | 1967 | 185  | 73   |
| 4  | Stati Uniti (bandiera) | G     | Spud Webb          | 1963 | 168  | 60   |
| 4  | Stati Uniti (bandiera) | G     | Micheal Williams   | 1966 | 188  | 79   |
| 5  | Stati Uniti (bandiera) | GA    | Doug West          | 1967 | 198  | 91   |
| 7  | Stati Uniti (bandiera) | GA    | Mark Davis         | 1973 | 201  | 95   |
| 15 | Stati Uniti (bandiera) | G     | Darrick Martin     | 1971 | 180  | 77   |
| 21 | Stati Uniti (bandiera) | A     | Kevin Garnett      | 1976 | 211  | 100  |
| 24 | Stati Uniti (bandiera) | A     | Tom Gugliotta      | 1969 | 208  | 109  |
| 28 | Stati Uniti (bandiera) | C     | Andrew Lang        | 1966 | 211  | 111  |
| 30 | Stati Uniti (bandiera) | G     | Terry Porter       | 1963 | 191  | 88   |
| 32 | Stati Uniti (bandiera) | AC    | Christian Laettner | 1969 | 211  | 107  |
| 33 | Stati Uniti (bandiera) | A     | Marques Bragg      | 1970 | 203  | 104  |
| 34 | Stati Uniti (bandiera) | G     | Isaiah Rider       | 1971 | 196  | 98   |
| 40 | Stati Uniti (bandiera) | C     | Eric Riley         | 1970 | 213  | 111  |
| 42 | Stati Uniti (bandiera) | A     | Sam Mitchell       | 1963 | 198  | 95   |
| 45 | Stati Uniti (bandiera) | C     | Sean Rooks         | 1969 | 208  | 113  |
| 53 | Stati Uniti (bandiera) | G     | Jerome Allen       | 1973 | 193  | 83   |

## Staff tecnico
- Allenatori: Bill Blair (6-14) (fino al 18 dicembre)[1], Flip Saunders (20-42)
- Vice-allenatori: Mike Schuler, Randy Wittman, Greg Ballard, Jerry Sichting (dal 18 dicembre)